# تيبوزتيكاتل

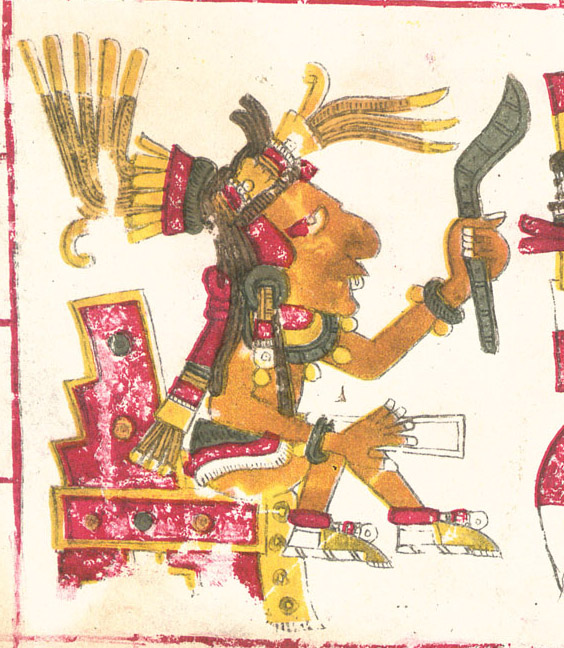
تيبوزتيكاتل

تيبوزتيكاتل (بالإنجليزية: Tepoztēcatl)‏ كان إله البكر، والسكر والخصوبة في أساطير الأزتيك. اسمه يعني "مرآة الأربعمائة. كان الإله معروفًا أيضًا باسمه التقويمي أوميتوكهتلي Ometochtli ("أرنبان"). إنه رفيق ماياهويل، وهو تجسيد لـ شوتشيكيتزال. ارتبط اسمه مع الخصوبة. يظهر في مخطوطة الأزتيك وهو يحمل فأسا نحاسيا. في ولاية موريلوس المكسيكية، موقع أثري سمي باسم الإله. كان الموقع مكانًا مقدسًا للحجاج من مناطق بعيدة مثل تشياباس وغواتيمالا. يحتوي هذا الموقع على هرم صغير مبني على منصة، بارتفاع يبلغ 9.5 متر (31 قدمًا)، يقع على جبل يطل على مدينة تيبوزتلان.